# Paramphilochoides intermedius
Paramphilochoides intermedius is een vlokreeftensoort uit de familie van de Amphilochidae. De wetenschappelijke naam van de soort is voor het eerst geldig gepubliceerd in 1896 door Scott.